# Telekessy István

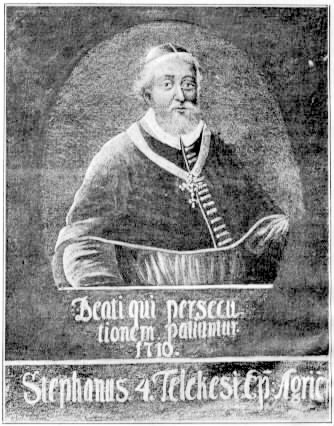
Telekessy István

Telekessy István (másként: Telekesi István) (Nagycsömöte (esetleg Kiscsömöte), 1633. augusztus 20. – Eger, 1715. március 3.) 1689-től csanádi, 1699-től egri püspök.

## Élete
Az ősrégi telekesi és debrétei Telekessy családból származott; előbb anyja, később Battyán Katalin nevelte Sopronban; innét Nagyszombatba ment és a papi pályára lépett. Elöljárói Rómába küldötték, hol 1660-ban pappá szenteltetett. Hazatérve először Rozsnyón működött; 1662-ben Hárskútra ment plébánosnak, honnét 1665-ben a vas megyei Sárvárra költözött. Győri főpásztora 1675-ben kanonokká nevezte ki. Szónoklatának híre mindenfelé elterjedt, úgy, hogy már 1677-ben pápóci préposttá és püspökhelyettessé választatott. 1689. december 29-én csanádi püspökké nevezte ki a király, de mivel megyéjét a török tartotta megszállva, azt el sem foglalhatta; azért a király 1699. június 15-én egri püspökké és Heves megye főispánjává nevezte ki. 
Az új főpásztor midőn elfoglalta megyéjét, romlást és pusztulást látott mindenütt. Óriási terjedelmű egyházmegyéjében nagyon kevés munkaerőt talált. Az akkori mozgalmas idők nagyon kedveztek a protestantizmusnak; azért kétszáz papot szenteltek fel püspöksége alatt. A protestánsok fogyni kezdtek, papjaik megunták a küzdelmet, otthagyták híveiket, ezek pedig áttértek a katolikus hitre, Telekesi a Rákóczi-féle mozgalomban tevékeny részt vett és a nevezetes ónodi országgyűlésen aláírta a függetlenségi okmányt. Ennek következménye aztán az lett, hogy XI. Kelemen pápa 1709. december 18-án minden egyházi jogai- és kiváltságaitól, valamint püspöki székétől is megfosztotta. A püspök erre a szarvaskői várba vonult vissza. Miután ő magasabb szempontokból lett Rákóczi híve, de midőn ez nem váltotta be a katolicizmus megszilárdítására tett ígéreteit, Telekesi sohasem találkozott vele többé. 
Midőn gróf Csáky Imre az ő helyébe egri püspökké neveztetett ki, Telekesi a hatvani beiktatáson megjelent és tiltakozott szóval és írásban az új főpásztor kinevezése ellen. A megyei papság sem hagyta el az ősz főpásztort, mellé állt az elnyomottnak. A Felség kegye végre 1711-ben visszahelyezte püspöki székébe. Ez időtől fogva Telekesi csak magas állásának élt. Nagyszerű alapítványai örök emlékek mellette. Az egri papnevelő intézet egyik legnagyobb alkotása. E mellett convictust is alapított, elaggott papjairól gondoskodott és 1713-ban megkezdte az egri főtemplom építtetését, de nagyszerű művét 1715. március 3-án bekövetkezett halála miatt nem végezhette be. Az általa emelt papnevelő intézet halálának évfordulati napját gyászünnepéllyel szokta megülni.

## Munkái
- A világ pompás dicsőségének sietsége, az az: gróf Erdődy Sándornak keserves dicsérete. (Halotti beszéd Szombathelyen 1681), Bécs, 1682
- Flores Precum Devotioni, Piarum Mentium... Tyrnaviae, 1702. Rézm.

Kézirati munkáit Koncz Ákos felsorolja. 